# Secrétaire de cabinet pour le Nord du pays de Galles
La fonction et le titre de ministre du Nord du pays de Galles (Minister for North Wales en anglais et Gweinidog Gogledd Cymru en gallois) est une charge attribuée au membre du gouvernement responsable de la partie septentrionale du pays de Galles. En tant que membre de premier rang de la structure exécutive, son titulaire siège ex officio au sein du cabinet, l’organe de décision ultime du gouvernement.
Introduite en 2018 par Mark Drakeford, la fonction est toujours couplée à d’autres portefeuilles ministériels. Depuis la formation du second gouvernement de Mark Drakeford le 13 mai 2021, Lesley Griffiths (en) est la ministre du Nord du pays de Galles. Elle occupe également les fonctions de ministre des Affaires rurales et de Trefnydd.

## Histoire
La déconcentration des activités et personnels dévolus au gouvernement de l’Assemblée galloise de Cardiff vers d’autres villes et territoires du pays de Galles est embrayée progressivement dans la deuxième partie des années 2000, avec notamment l’ouverture de bureaux à Merthyr Tydfil en 2006 et à Aberystwyth en 2009. En septembre 2010, un troisième immeuble gouvernemental est inauguré cette fois-ci dans le nord du pays de Galles, à Llandudno Junction. Aussi, la partie septentrionale de la nation constitutive préoccupe de plus en plus les personnalités politiques de Cardiff Bay au début de la nouvelle décennie si bien qu’Andrew Davies — le chef de l’opposition conservateur à l’Assemblée galloise — introduit un portefeuille dédié au nord du pays de Galles le 19 juillet 2011 dans le cadre de son cabinet fantôme, tandis que le premier ministre Carwyn Jones organise la semaine suivante la première réunion du cabinet localisée dans le Nord, précisément dans les bureaux de Llandudno Junction,,,.
À Londres, le bureau du Pays de Galles lance en 2016 une discussion sur un projet d’accord de croissance (growth deal en anglais) pour le nord du pays de Galles dans lequel la mise en place d’une plus grande déconcentration des pouvoirs — détenus soit par Westminster soit par Cardiff Bay — est jugée prioritaire. Essentiellement économique, il vise à renforcer les liens transfrontaliers des entreprises du nord du pays de Galles et celles du nord-ouest de l’Angleterre, mais, il appelle également le Gouvernement gallois à décentraliser et à investir davantage vers le Nord. Le secrétaire de cabinet à l’Économie et aux Transports Ken Skates (en) accepte ce programme de régénération au nom des ministres gallois au début du mois de décembre 2018. Parallèlement, Mark Drakeford, le tout nouveau chef des travaillistes gallois, réaffirme à la presse son engagement d’ériger un poste de ministre du Nord du pays de Galles afin que le membre du gouvernement chargé de ces questions soit parfaitement identifiable auprès de la population,,,,.
Désigné premier ministre le 12 décembre, Mark Drakeford forme le lendemain une équipe gouvernementale dans laquelle il charge le ministre de l’Économie et des Transports du portefeuille du nord du pays de Galles, conformément à ses engagements pris lors de la course à la direction (en) du Parti travailliste gallois. Sous le VIe Senedd, le premier ministre sortant est reconduit dans sa fonction et conserve la thématique du Nord gallois, qu’il attribue cette fois-ci à la ministre des Affaires rurales, dans le gouvernement établi le 13 mai 2021,,,.

## Rôle
La fonction principale de la ministre est de superviser les actions gouvernementales s’agissant du nord du pays de Galles. À ce titre, elle préside le comité permanent du cabinet dédié à la partie septentrionale de la nation galloise.
En tant que ministre, le titulaire de la charge dispose d’un salaire annuel de 105 701 £ pour l’année 2020-2021.

## Variations des intitulés ministériels
| Poste | Période     | Exécutif                   |
| --- | ----------- | -------------------------- |
| Ministre de l’Économie, des Transports et du Nord du pays de Galles Minister for Economy, Transport and North Wales Gweinidog dros yr Economi, Trafnidiaeth a Gogledd Cymru                    | 2018-2021   | Gouvernement Drakeford (1) |
| Ministre des Affaires rurales et du Nord du pays de Galles, et Trefnydd Minister for Rural Affairs and North Wales, and Trefnydd Gweinidog dros Materion Gwledig a Gogledd Cymru, a’r Trefnydd | Depuis 2021 | Gouvernement Drakeford (2) |

## Liste des titulaires
| Identité         | Groupe                                                       | Groupe             | Période | Premier ministre | Qualité |
| ---------------- | ------------------------------------------------------------ | ------------------ | --- | ---------------- | --- |
| Ken Skates       |                                                              | Parti travailliste | 13 décembre 2018 — 12 mai 2021 (2 ans, 4 mois et 29 jours) | Mark Drakeford   | Membre de l’Assemblée puis du Senedd (depuis 2011), élu dans la circonscription de Clwyd South Ministre de l’Économie et des Transports (2018-2021) |
| Lesley Griffiths | En fonction depuis le 13 mai 2021 (3 ans, 10 mois et 1 jour) | Parti travailliste | Membre de l’Assemblée puis du Senedd (depuis 2007), élue dans la circonscription de Wrexham Ministre des Affaires rurales (depuis 2021) Trefnydd (depuis 2021) | Mark Drakeford   | |

Galerie des titulaires du poste
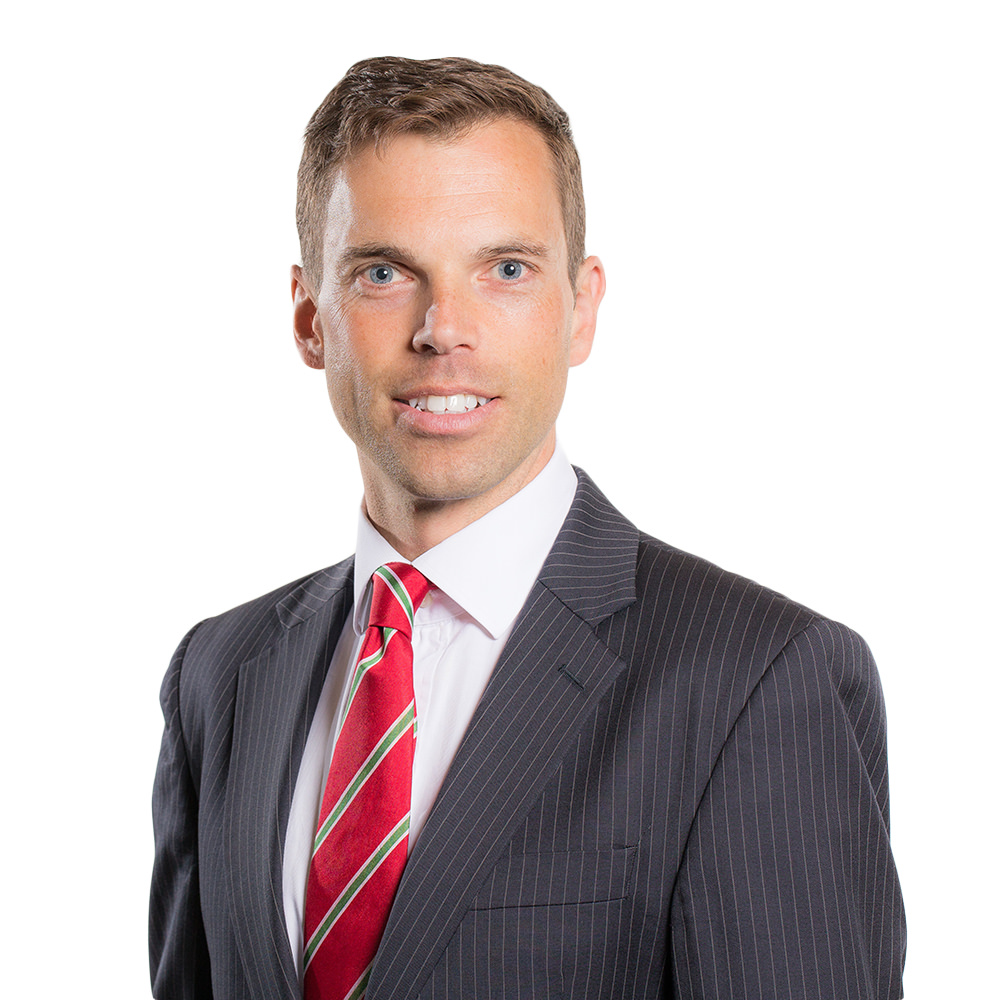
Ken Skates (2018-2021)
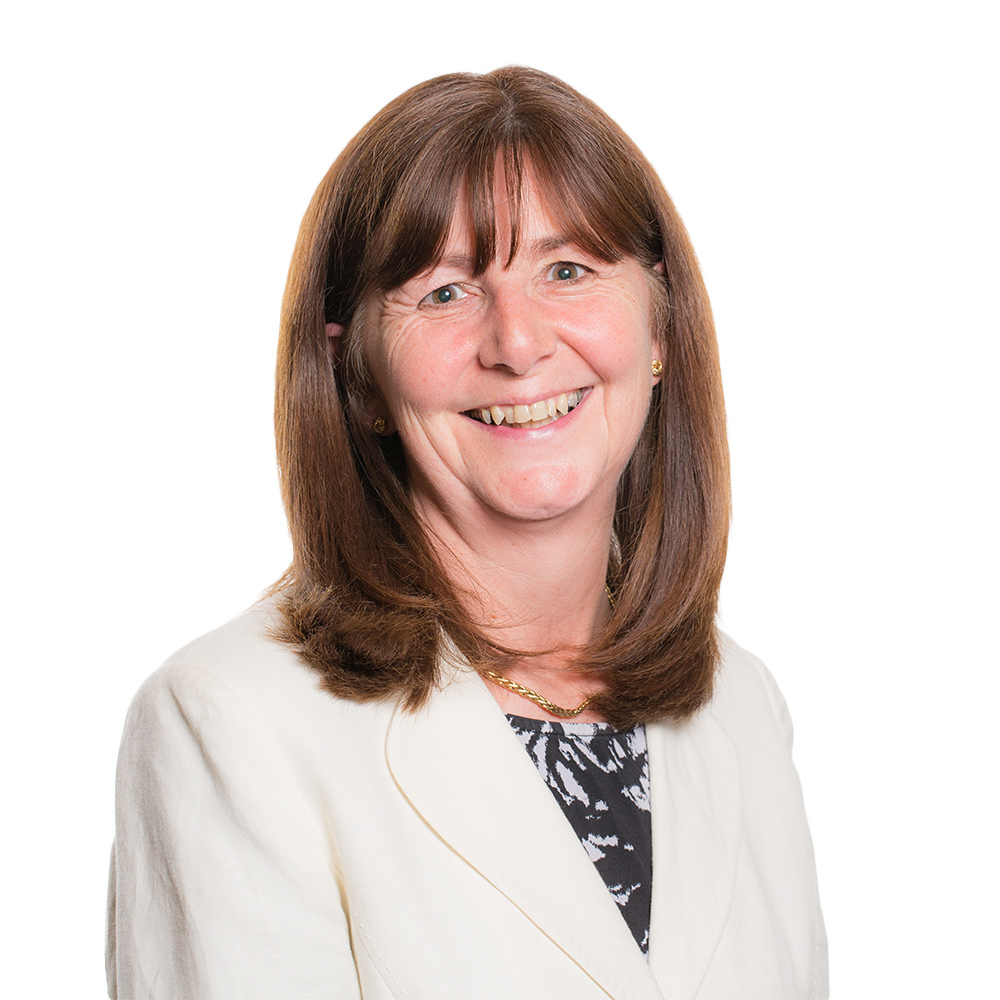
Lesley Griffiths (depuis 2021)